# Выборы губернатора Смоленской области (2023)
Досрочные выборы губернатора состоялись в Смоленской области 10 сентября 2023 года в единый день голосования одновременно с выборами депутатов Смоленской областной думы 7 созыва. По решению избирательной комиссии голосование проводилось три дня подряд — 8, 9 и 10 сентября 2023 года. Губернатор избирался сроком на 5 лет. На тот же срок избранный губернатор назначает членом Совета Федерации одного из трёх протеже. 
По итогам голосования был избран выдвинутый от партии «Единая Россия» временно исполняющий обязанности губернатора Смоленской области Василий Анохин. 20 сентября, после вступления в должность губернатора, он назначил представителем в Совете Федерации своего заместителя Руслана Смашнёва. Он сменил на этой должности Нину Куликовских.
На 1 июля 2023 года в Смоленской области было зарегистрировано 737 794 избирателей, из которых около 34,6 % (255 343 избирателей) в Смоленске.

## Предшествующие события
Предыдущие выборы состоялись в сентябре 2020 года. На них большинство голосов в первом туре получил действующий губернатор и кандидат от партии ЛДПР Алексей Островский. К этому времени Островский занимал должность уже 8 лет, с апреля 2012 года. На выборах 2020 года он получил 126 947 голосов избирателей, что составило 56,54 % при явке 29,67 %.
Полномочия  Алексея Островского действовали до сентября 2025 года, однако 17 марта 2023 года СМИ сообщили, что президент Владимир Путин подписал указ об отставке губернатора Смоленской области. Было заявлено, что Островский подал заявление о досрочном прекращении полномочий по собственному желанию. При этом в ЛДПР называли отставку Островского «неожиданной».
Также 17 марта 2023 года президент Владимир Путин указом назначил исполняющим обязанности губернатора Смоленской области на период до проведения досрочных выборов Василия Анохина. До назначения он являлся директором департамента регионального развития правительства РФ, а в 2016-2018 годах работал вице-губернатором Смоленской области по финансам.

## Организация выборов
Избирательная комиссия Смоленской области состоит из 12 членов с правом решающего голоса. Действующий состав сформирован в декабре 2021 года на 5 лет (2021—2026). Половину назначил губернатор Смоленской области Алексей Островский, половину — депутаты Смоленской областной думы. Председателем с декабря 2016 года является Олеся Жукова. 9 декабря 2021 года вновь избрана председателем.
8 июня 2023 года депутаты Смоленской областной думы назначили выборы на 10 сентября 2023 года (единый день голосования). 9 июня избирательная комиссия постановила провести голосование в течение нескольких дней подряд — 8, 9 и 10 сентября 2023 года, утвердила календарный план и определила число подписей, необходимых кандидатам для прохождения муниципального фильтра и регистрации.

## Кандидаты
Своих кандидатов выдвинули 6 партий. К 4 августа избирательная комиссия зарегистрировала 4 кандидатов. Было отказано в регистрации двум кандидатам: Дмитрию Васильеву, «Российская партия пенсионеров за социальную справедливость» и Игорю Ясинскиому, партия «Родина». Они не представили необходимые для регистрации документы.
| Зарегистрированные кандидаты | Зарегистрированные кандидаты | Зарегистрированные кандидаты | Зарегистрированные кандидаты | Зарегистрированные кандидаты | Зарегистрированные кандидаты | Зарегистрированные кандидаты |
| Кандидат                     | Возраст                      | Должность (на момент выдвижения) | Субъект выдвижения           | Дата регистрации             | Кандидаты в Совет Федерации |                              |
| ---------------------------- | ---------------------------- | --- | ---------------------------- | ---------------------------- | --- | ---------------------------- |
| Василий Анохин               | 40 лет (24.05.1983)          | временно исполняющий обязанности губернатора Смоленской области с 17 марта 2023 года                                                                                         | «Единая Россия»              | 28 июля                      | Михаил Артеменков, ректор Смоленского госуниверситета, Ольга Иванова, директор лицея Кирилла и Мефодия Руслан Смашнёв, вице-губернатор Смоленской области |                              |
| Михаил Ковалёв               | 33 года (25.01.1990)         | помощник депутата Госдумы 8 созыва С. Д. Леонова по работе в Смоленской области на постоянной основе, депутат Смоленского городского Совета 6 созыва на непостоянной основе  | ЛДПР                         | 4 августа                    | |                              |
| Андрей Максимов              | 46 лет (16.02.1977)          | помощник депутата Госдумы 8 созыва С. Е. Савицкой по работе в Смоленской области на постоянной основе, депутат Смоленского городского Совета 6 созыва на непостоянной основе | КПРФ                         | 4 августа                    | |                              |
| Роман Шклавец                | 40 лет (24.04.1983)          | главный врач — врач нефролог диализного центра ООО «Фрезениус Нефрокеа» в г. Смоленске                                                                                       | «Коммунисты России»          | 4 августа                    | |                              |

## Результаты
11 сентября избирательная комиссия подвела окончательные результаты выборов. Губернатором избран Василий Анохин, кандидат от «Единой России».
| Место                                    | Место                                    | Кандидат                                 | Партия                                   | Голосов | %       |
| ---------------------------------------- | ---------------------------------------- | ---------------------------------------- | ---------------------------------------- | ------- | ------- |
|                                          | 1.                                       | Василий Анохин                           | «Единая Россия»                          | 216 767 | 86,62 % |
|                                          | 2.                                       | Андрей Максимов                          | КПРФ                                     | 14 352  | 5,74 %  |
|                                          | 3.                                       | Михаил Ковалёв                           | ЛДПР                                     | 10 004  | 3,99 %  |
|                                          | 4.                                       | Роман Шклавец                            | Коммунисты России                        | 3410    | 1,36 %  |
|                                          |                                          |                                          |                                          |         |         |
| Действительных бюллетеней                | Действительных бюллетеней                | Действительных бюллетеней                | Действительных бюллетеней                | 244 533 | 97,72 % |
| Недействительных бюллетеней              | Недействительных бюллетеней              | Недействительных бюллетеней              | Недействительных бюллетеней              | 5712    | 2,28 %  |
| Всего                                    | Всего                                    | Всего                                    | Всего                                    | 250 245 | 100 %   |
|                                          |                                          |                                          |                                          |         |         |
| Число бюллетеней, выданных на участке    | Число бюллетеней, выданных на участке    | Число бюллетеней, выданных на участке    | Число бюллетеней, выданных на участке    | 213 957 | 85,45 % |
| Число бюллетеней, выданных вне помещения | Число бюллетеней, выданных вне помещения | Число бюллетеней, выданных вне помещения | Число бюллетеней, выданных вне помещения | 36 421  | 14,55 % |
|                                          |                                          |                                          |                                          |         |         |
| Явка                                     | Явка                                     | Явка                                     | Явка                                     | 250 378 | 33,70 % |
| Число избирателей                        | Число избирателей                        | Число избирателей                        | Число избирателей                        | 742 756 | 100 %   |

20 сентября 2023 года Василий Анохин вступил в должность губернатора. Церемония принесения присяги прошла в Смоленске в Доме Советов на площади Ленина, где размещаются правительство, дума и избирательная комиссия Смоленской области. В тот же день он назначил членом Совета Федерации Руслана Смашнева, занимавшего до этого должность вице-губернатор Смоленской области. Он сменил сенатора Нину Куликовских.